# 25973 Puranik
25973 Puranik este un asteroid din centura principală de asteroizi.

## Descriere
25973 Puranik este un asteroid din centura principală de asteroizi. A fost descoperit pe 18 martie 2001 la Socorro, New Mexico, în cadrul proiectului LINEAR. Asteroidul prezintă o orbită caracterizată de o semiaxă mare de 2,37 ua, o excentricitate de 0,19 și o înclinație de 4,1° în raport cu ecliptica.